# Piesau

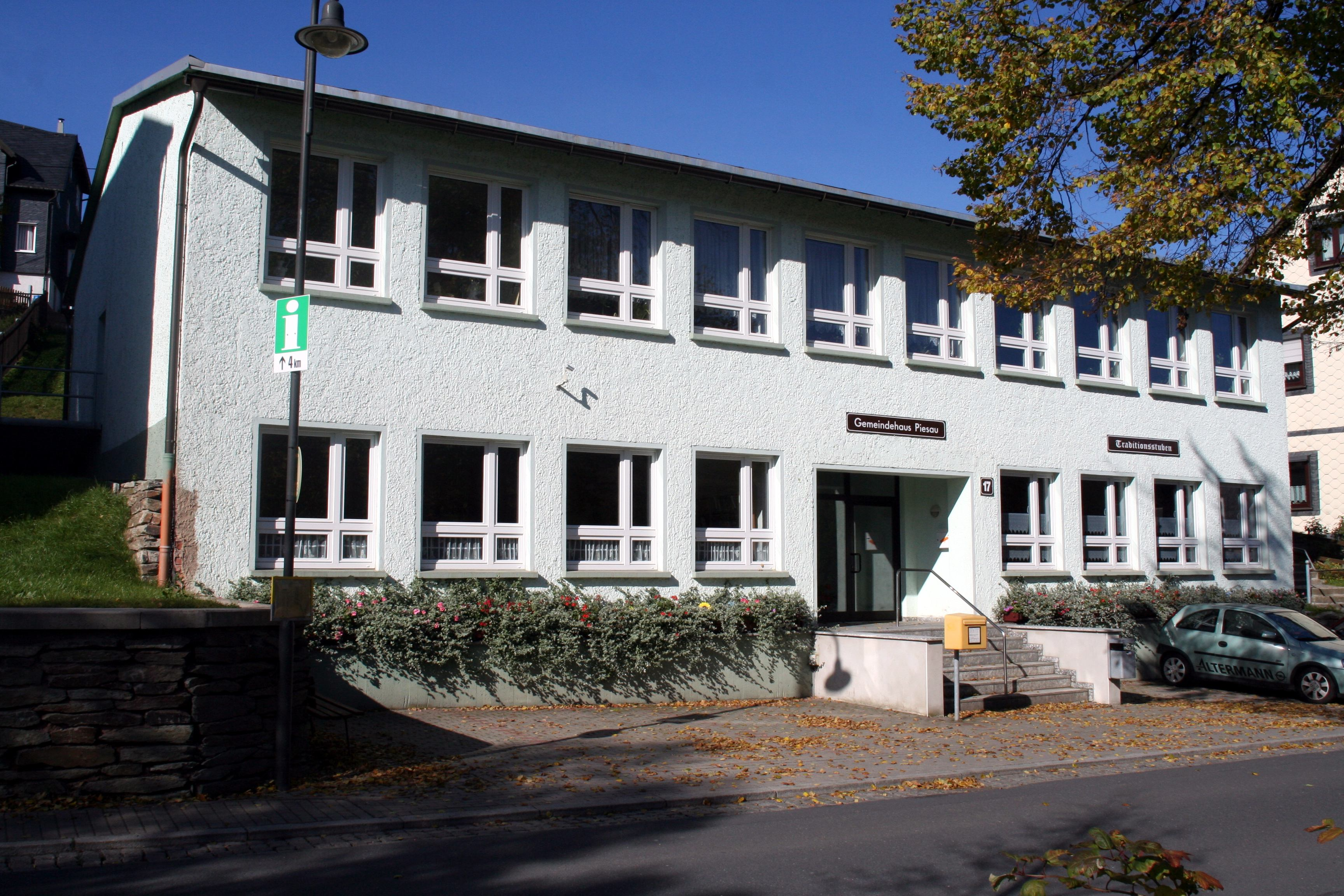
Gemeindehaus ("neue" Schule)

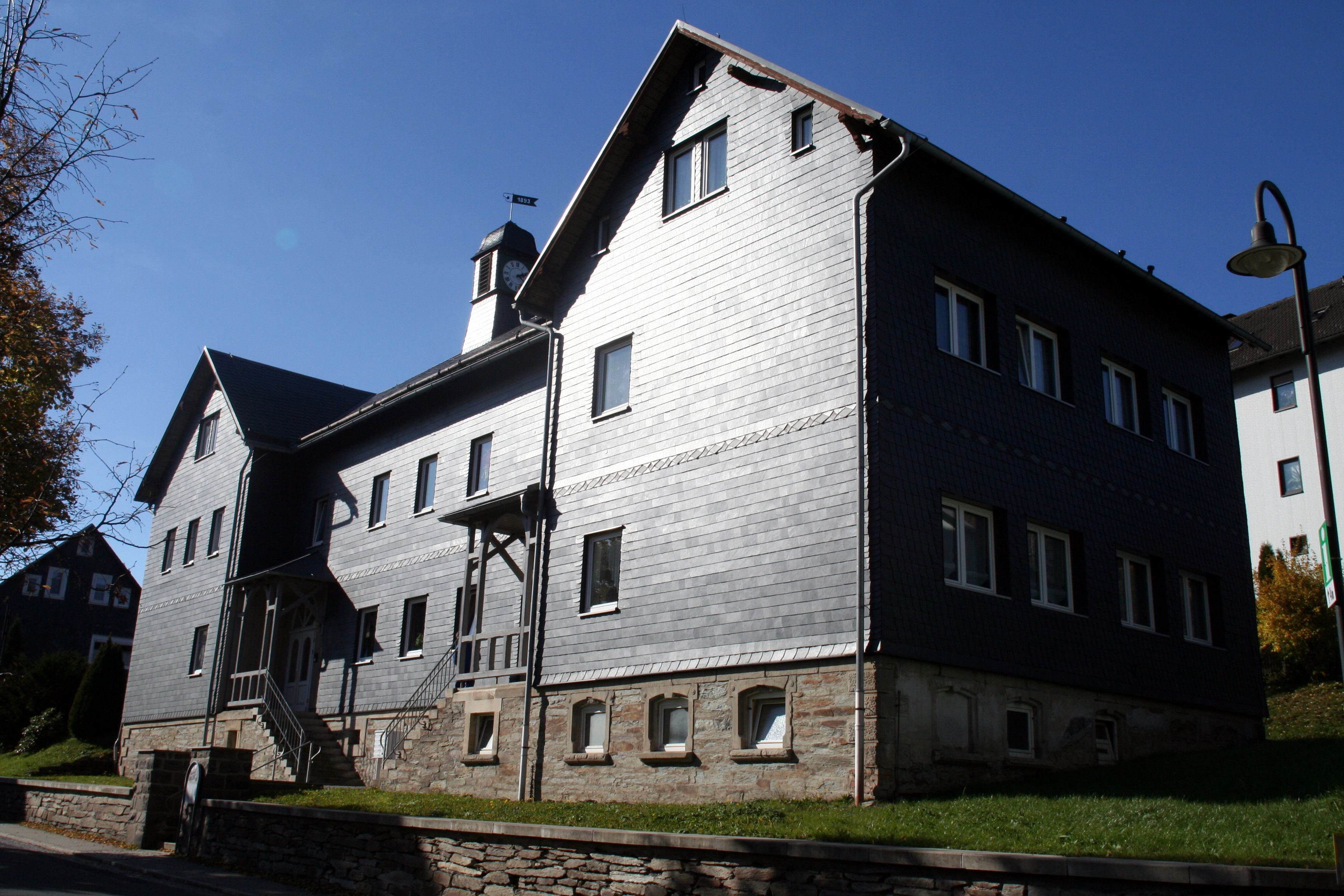
Ehemalige "alte" Schule

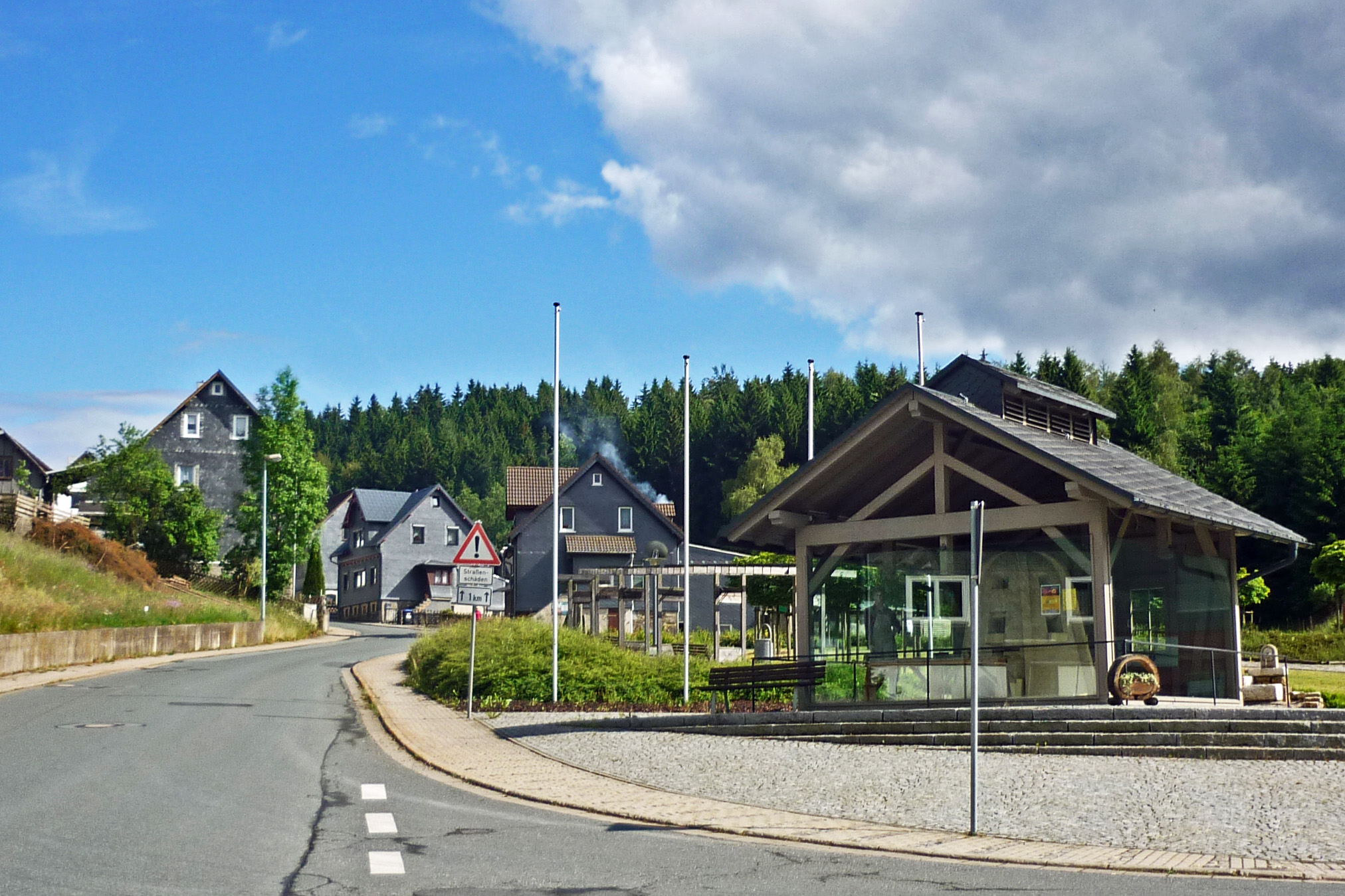
Glasmacherdenkmal am Standort "Untere Hütte"

Piesau ist ein Ortsteil der Stadt Neuhaus am Rennweg im Landkreis Sonneberg in Thüringen (Deutschland).

## Geografie
Piesau liegt im Herzen des Thüringer Schiefergebirges im Tal des gleichnamigen Baches und ist Teil des Naturparks Thüringer Wald. Der Ort zieht sich über etwa zwei Kilometer in diesem Tal hin und geht im Norden fast nahtlos in die Gemeinde Lichte über. Eingerahmt wird das Dorf vom Mittelberg (804 m) im Westen, dem Hirschstein (755 m) im Osten, dem Rodeberg (761 m) und Hohem Schuß (825 m) im Süden. Weiterhin liegt das Dorf eingebettet in sieben Täler, aus denen jeweils eine Quelle den Dorfbach speist. Der Ursprung liegt in der Kieselbachquelle in Richtung Ernstthal, weitere Quellen fließen aus dem Malersgeräum, Bornstiegel, Hans-Götzen-Grund, Hans-Stauchen-Grund, Bergmeistergeräum und dem Bärenbach hinzu. Die Piesau ist ein Lieferant für Trinkwasser, welches in der Talsperre Leibis-Lichte gewonnen wird und die Regionen Ostthüringens versorgt. Die Gebirgsbäche in der Umgebung gelten als die goldreichsten Deutschlands.
Piesau ist von ausgedehnten Fichtenwäldern umgeben und grenzt an den Rennsteig. Südlich von Piesau verläuft die ehemalige innerdeutsche Grenze sowie die alte Handels- und Heeresstraße von Nürnberg nach Leipzig.

### Nachbargemeinden und -orte
Lichte, Schmiedefeld, Gräfenthal, Spechtsbrunn, Ernstthal und Neuhaus am Rennweg

## Geschichte

### Gründungsjahre und Gründer der Glashütte
1621 erteilte Herzog Johann Philipp von Sachsen-Altenburg die Genehmigung zum Bau einer Glashütte mit 12 Ständen im Waldgebiet östlich von Lauscha und Schmalenbuche (Neuhaus am Rennweg). Dort werden bereits seit 1597 bzw. 1607 Glashütten betrieben. 1622 errichteten dann die Glasmachermeister Hans Heinz, Peter Bock, Hans Dietz und Georg Schott eine Glashütte und die ersten Wohnhäuser. Bereits am 30. August 1622 wurde das erste Glas geschmolzen. Maßgeblich für den Standort waren das reichlich vorhandene Wasser und Holz für die Glasherstellung. Die Gründung des Ortes Piesau erfolgte jedoch erst 5 Jahre später, am 14. Juni 1627, durch die Überreichung des Erblehensbriefes.
Hans Heinz kam aus Fehrenbach nach Piesau. Familie Heinz breitete sich in der Folgezeit auf weitere Glashütten in der Umgebung aus. Der Sohn von Hans Heinz z. B., ebenfalls Hans mit Vornamen, gründete 1661 eine Glashütte im wenige Kilometer entfernten Kleintettau (Franken), welche bis heute in Familienbesitz ist.
Peter Bock stammt aus Schönau/Fichtelgebirge und kam über Lauscha und Schmalenbuche nach Piesau. Nach dessen Tod und dem späteren plötzlichen Tod seines Sohnes gingen die Anteile an dessen Witwe und in Folge ihrem 2. Ehemann, Johann Müller aus Schmalenbuche, über.
Georg Schott kam über Schleusingen und Schmalenbuche nach Piesau. Die Familie Schott schied 1705 aus der Glashütte Piesau aus, indem sie ihre Anteile an Heinz und Müller verkauften. Im Weiteren beteiligten sie sich an neuen Glashüttengründungen in der Region und sind maßgeblich am Entstehen der Firma Schott in Jena beteiligt gewesen.
Hans Dietz kam aus Seiffen/Erzgebirge und war ebenfalls bereits Glasmachermeister in Schmalenbuche. Durch Einheirat änderte sich der Familienname später in Kühnert.

### Entwicklung des Ortes bis zur Teilung des Deutschen Reiches
Als erste Glaserzeugnisse wurden Trinkgläser, Herzkelche, Stengelgläser und Tafelglas hergestellt, was qualitätsmäßig dem grünlichen Thüringerwaldglas entsprach. Ab 1684 konnten durch den Gemengezusatz Pottasche auch feinere Gläser hergestellt werden, z. B. Flaschen und Behälter für Apotheken. Der Absatz erfolgte regional, aber auch durch sogenannte Glashändler (Fuhrmänner) zu Fernzielen, z. B. über die nahe gelegene Handelsstraße Nürnberg–Leipzig sowie bis nach Holland.
Während des Dreißigjährigen Krieges und des Siebenjährigen Krieges bleibt Piesau von den Handlungen verschont. Durch ein Privileg waren die Glasmachermeister vom Kriegsdienst befreit.
Am Mittelberg entstand im Laufe des 18. Jahrhunderts eine weitere Siedlung neben der „alten Hüttensiedlung“, vorerst als Ortschaft für sich.
1845 wurde Carl Heinrich Florenz Müller geboren, der als Pionier und Erfinder der ersten brauchbaren Röntgenröhre in die Geschichte eingegangen ist. Seinem späteren Wirken in Hamburg ging die Erlernung des Glasmacherhandwerks in Piesau voraus.
Ab 1868 gab es auch eine Porzellanfabrik in Piesau (Bernhard & Bauer), welche bis zu 120 Menschen Arbeit gab. Neben dem Glas war die Porzellanherstellung der zweite wichtige Industriezweig der gesamten umliegenden Region. Heute führt die „Thüringer Porzellanstraße“ unmittelbar an Piesau vorbei.
Eine Schule wurde erstmals 1893 errichtet. Bis dahin wurden die Kinder abwechselnd in den einzelnen Wohnhäusern unterrichtet.
Im Jahr 1906 erfolgte der Bau einer zweiten Glashütte, die „Untere Hütte“ (Müller & Co.) am Zusammenfluss des Baches Piesau und dem Bärenbach. Diese wurde nun mit Kohlefeuerung betrieben. 1909 brannte diese Hütte ab; es konnte aber bald weiter produziert werden. Da es 1910 mit der Holzbeschaffung fast unlösbare Probleme gab, wurde die neue „obere Hütte“ an anderer Stelle gebaut, welche von da an auch mit Kohlefeuerung lief. Diese firmierte unter der 1901 gegründeten „Glashüttenmeisterschaft Müller & Kühnert, Piesau“.
Die Freiwillige Feuerwehr sorgt seit 1923 für den abwehrenden Brandschutz und die allgemeine Hilfe. Sie ging aus der seit 1916 eingesetzten Pflichtfeuerwehr hervor.
Im Ersten und Zweiten Weltkrieg verloren viele Piesauer ihr Leben oder galten zum Teil viele Jahre als vermisst. Der Ort selbst blieb aber vom Kriegstreiben bis auf einen kleinen Zwischenfall beim Einmarsch der Amerikaner 1945 verschont. Nach dem Zweiten Weltkrieg wurden etwa 450 Heimatvertriebene in Piesau einquartiert.

### Entwicklung in der DDR
Am 1. Juni 1948 wurden alle Firmenbesitzer enteignet und durften ihre Betriebe nicht mehr betreten. Unter den neuen Rahmenbedingungen der DDR-Regierung wurden 1949 beide Glashütten unter dem Namen „VEB Hohlglaswerk Piesau“ zusammengeschlossen. Zu dieser Zeit lebten ca. 1360 Einwohner in Piesau. Ebenfalls wurde im Jahr 1949 erstmals ein Kindergarten eingerichtet.
Die Einweihung der Laurentiuskirche erfolgte 1959, nachdem bereits 1954 der Grundstein dafür gelegt wurde. Vorher gab es keine Kirche, der Ort gehörte zur Pfarrei Schmiedefeld.
Eine neue Schule wurde 1966/67 errichtet.

### Nach der Wiedervereinigung Deutschlands
1991 wurden die Schulen dauerhaft geschlossen. Die Kinder werden seitdem in Schmiedefeld (Grundschule), Lichte (Regelschule) sowie Neuhaus am Rennweg (Gymnasium) unterrichtet. Heute dienen die alten Schulgebäude zum einen der Gemeindeverwaltung einschließlich der Piesauer Traditions- und Bücherstube, zum anderen als Wohngebäude.
Ebenfalls seit 1991 eingestellt sind die Porzellanherstellung und die Glasproduktion der „Unteren Hütte“.
Die „Obere Hütte“ wurde am 1. Mai 1991 von der Firma Heinz Glas GmbH & Co. KG aus Kleintettau übernommen. Die dortige Glashütte befindet sich seit 1661 in Familienbesitz, der Firmeninhaber ist ein direkter Nachfahre des Glashüttengründers von Piesau (Hans Heinz) aus dem Jahr 1622. Dort werden unter anderem hochwertige Flakons für die Parfümindustrie hergestellt. Die Glasproduktion prägt dadurch auch heute noch den gesamten Ort.

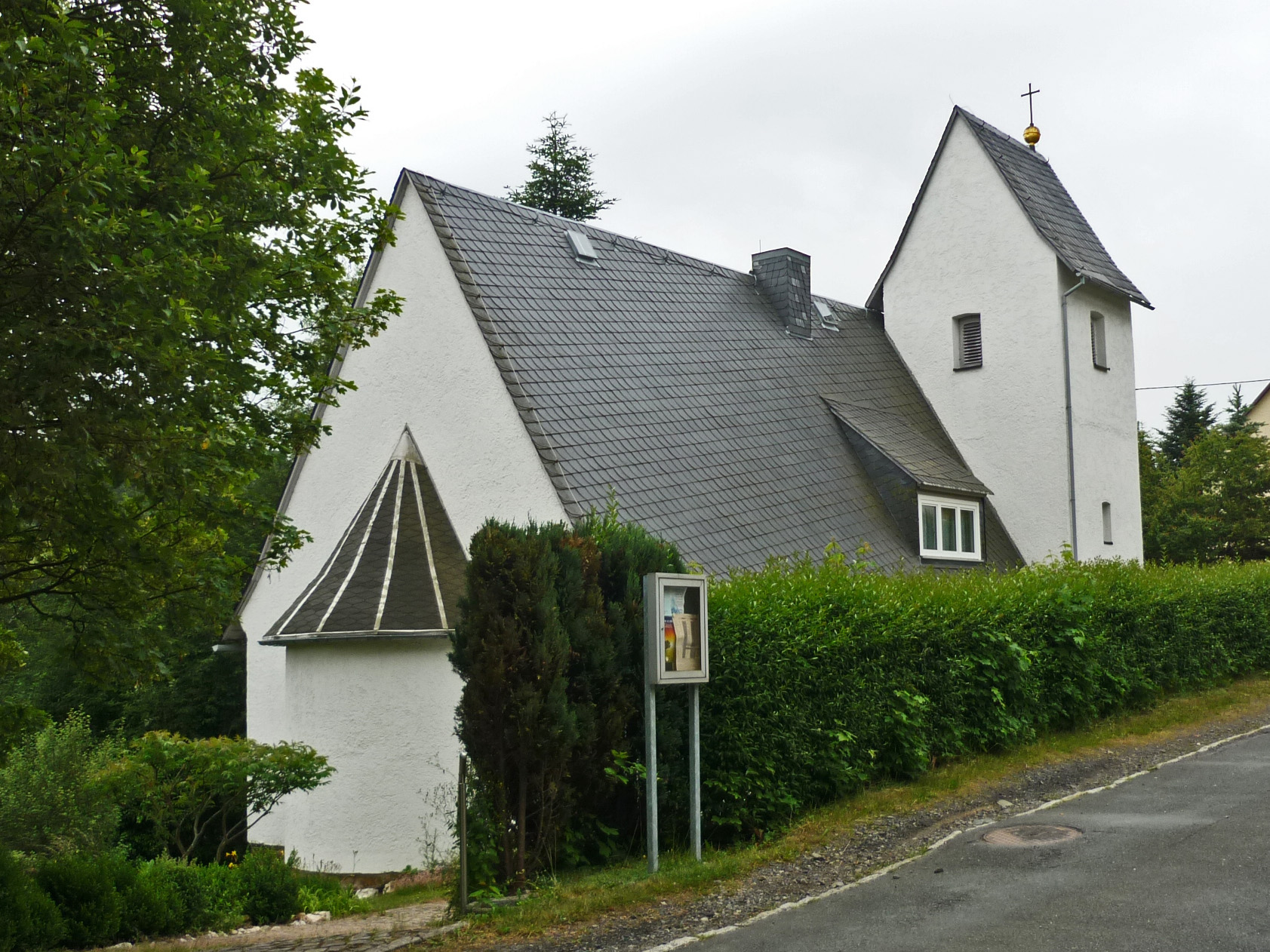
Laurentius-Kirche

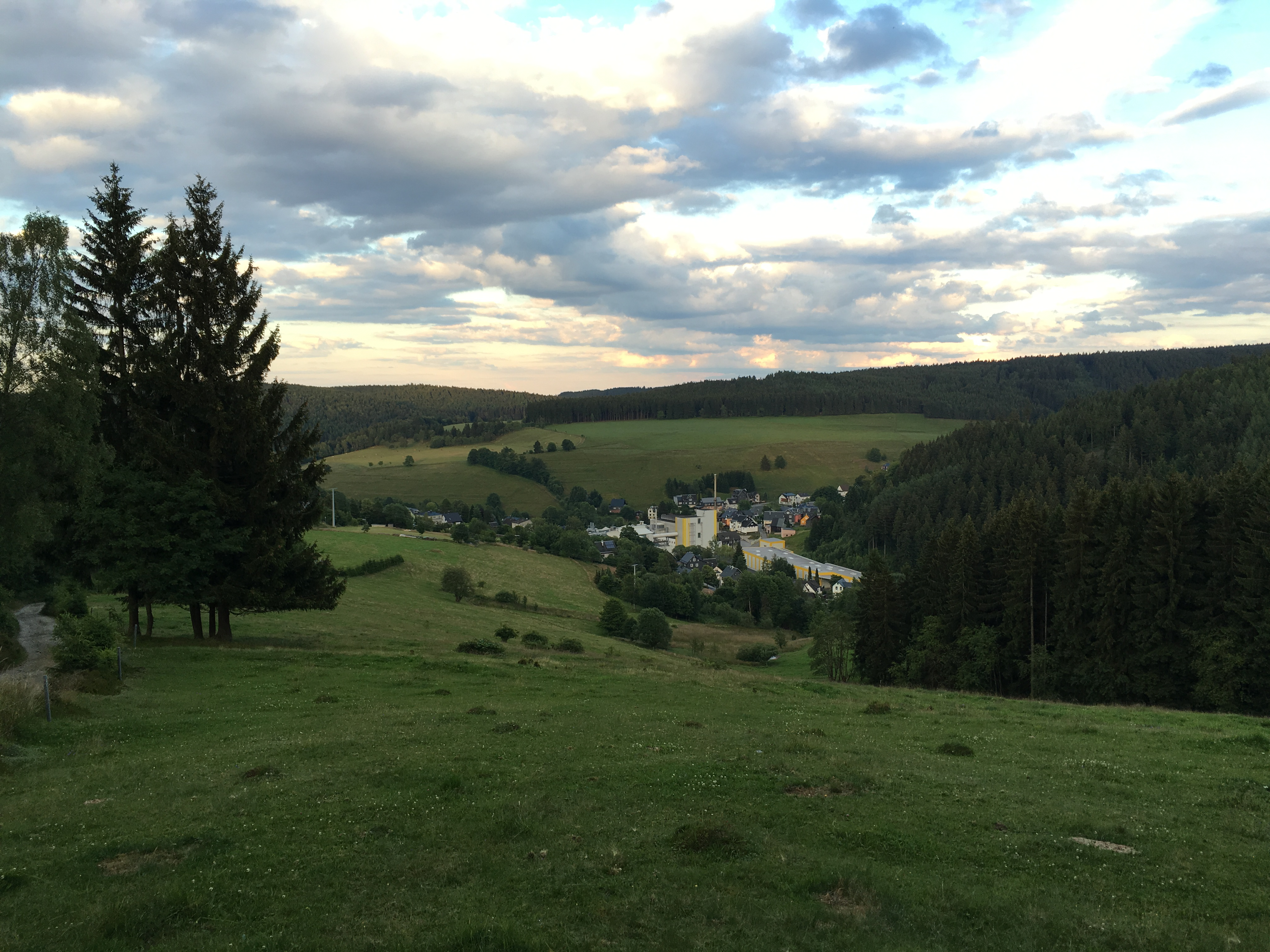
Blick auf Alt-Piesau mit Glaswerk

2008 eröffnete man nach dem Abriss der stillgelegten „Unteren Hütte“ ein Gesundheitszentrum an gleicher Stelle, welches zwei Ärzten, einem Optiker, einem Pflegedienst und einem Café als Unterkunft dient. Das restliche Areal der ehemaligen „Unteren Hütte“ ist als Parkanlage „Glasmacherpark“ mit Spielplatz umgestaltet worden. Ein 2009 errichtetes Denkmal erinnert heute noch an die Glasherstellung an diesem Ort.
Zum 1. Januar 2019 wurde die Gemeinde Piesau als Ortsteil in die Stadt Neuhaus am Rennweg eingegliedert und wechselte hierdurch vom Landkreis Saalfeld-Rudolstadt in den Landkreis Sonneberg.

## Politik

### Ortsteilrat
Der Ortsteilrat von Piesau besteht aus 7 Ratsfrauen und Ratsherren.
- Alternative’99 BI: 4 Sitze
- Bergwacht-Feuerwehr-Kirmes: 2 Sitze
- Die Linke/Bürger für Piesau 1 Sitz

(Stand: Kommunalwahl am 26. Mai 2019)

### Ortsteilbürgermeister
Bei der Ortsteilbürgermeisterwahl am 26. Mai 2019 wurde Siegfried Lippmann von der Alternative’99 BI mit 89,8 % gewählt. Er löste die letzte ehrenamtliche Bürgermeisterin der Gemeinde, Angelika Weigel, ab, die am 27. Juni 2004 zuerst gewählt wurde.

### Wappen
Das Wappen wurde am 22. Januar 1992 genehmigt.
Blasonierung: „In Rot eine eingebogene aufsteigende silberne Spitze, vorn ein silberner Krug, hinten ein silberner, gekrönter Löwe, die Spitze mit vier schwarzen Sturzsparren belegt.“
Es zeigt den Löwen als Thüringer Wappentier. Der Glaskrug erinnert an die Entstehungsgeschichte des Ortes und die 400-jährige Glasmachertradition.
Die 7 spitz zulaufenden weißen und schwarzen Sturzsparren symbolisieren die 7 Täler in die Piesau eingebettet liegt.
Das Wappen wurde vom Heraldiker Frank Diemar gestaltet.

### Partnergemeinden
Januar 1991 – Beginn der Partnerschaft der Freiwilligen Feuerwehr Piesau mit der Freiwilligen Feuerwehr Stockheim im Odenwaldkreis.
Oktober 2001 – Beginn der offiziellen Partnerschaft mit der Gemeinde Damflos im Landkreis Trier-Saarburg.

## Wirtschaft und Infrastruktur
Klassische Wirtschaftszweige Piesaus sind die Glas-, Holz- und Porzellanindustrie sowie der Tourismus. Früher war auch der Bergbau auf verschiedene Erze von Bedeutung.
Straßen verbinden Piesau mit Lichte, Spechtsbrunn und Ernstthal. Der nächste Bahnanschluss befindet sich etwa fünf Kilometer südlich in Ernstthal am Rennsteig an der Bahnstrecke Coburg–Ernstthal am Rennsteig und der nur zwischen Ernstthal und Neuhaus befahrenen Bahnstrecke Probstzella–Neuhaus am Rennweg.

## Kirche
Die evangelische Kirchengemeinde Piesau gehört zum Kirchspiel Döschnitz-Lichte mit den Kirchengemeinden Döschnitz, Meura, Sitzendorf, Unterweißbach und Schwarzburg sowie Lichte-Wallendorf, Piesau und Schmiedefeld.

## Vereine (Gründungsjahr)
- Gesangsverein Frohsinn e. V. (1857)
- SV 1865 Piesau e. V. (1865)
- DRK Ortsgruppe (1899)
- Kirmesverein Piesau e. V. (1986)
- Feuerwehrverein Piesau e. V. (1991)
- Bund der Vertriebenen (1992)
- AWO Lichte-Piesau
- Deutscher Doggenclub
- LAV Saale-Rennsteig e. V.
- Freunde der Piesauer Heimatgeschichte
- Tuningfreunde Piesau

## Persönlichkeiten
- Carl Heinrich Florenz Müller (1845–1912), Erfinder der ersten brauchbaren Röntgenröhre. Geburtshaus: Hoher Schuss Nr. 12[3]
- O. F. Weidling (1924–1985), Conférencier

## Kulturdenkmale
Siehe: Liste der Kulturdenkmale in Neuhaus am Rennweg